# Neobythites multidigitatus
Neobythites multidigitatus är en fiskart som beskrevs av Nielsen, 1999. Neobythites multidigitatus ingår i släktet Neobythites och familjen Ophidiidae. Inga underarter finns listade i Catalogue of Life.